# Łukasz Derbich
Łukasz Derbich (ur. 23 października 1983 w Pleszewie) – polski piłkarz grający na pozycji lewego obrońcy.
W ekstraklasie zadebiutował 14 marca 2009 roku w meczu z Lechią Gdańsk. Ma na koncie również 48 meczów w 1. lidze w barwach Tura Turek.